# 평양 축구단
평양 축구단(平壤蹴球團)은 1933년 평양을 연고지로 하여 설립되었던 축구단이다. 1918년 창단된 무오 축구단을 전신으로 한다.

## 역사

### 창단 이전
1918년 평양 지역을 연고로 하여 창단된 무오축구단은 경성의 조선축구단과 함께 1920년항 조선축구의 양대 축이었다. 1929년과 1930년 경평전이 성황리에 치루어지자, 지역을 기반으로 하는 보다 체계적이고 전문적인 조직의 축구단 설립 요구가 높아진다. 그리고 1932년 평양 축구계의 원로 격인 최능진(숭실전문 교수) 및 김광신(숭실전문 체육교사), 송석찬(태평운동구점 사장) 등이 주도가 되어 평양을 대표하는 축구단 창단에 뜻을 같이한다. 여기에 동경유학생축구단의 감독으로 활약하다 귀국한 최용순(최일)을 끌어들여 창단 작업을 진행한다. 창단의 실무를 맡은 그는 일본에서 대학을 마치고 평양부청에 취직한 뒤 유학시절의 팀 운영 겸험을 바탕으로 평양축구단 창단을 지휘한다. 

### 창단
1933년 1월 15일, 이들은 평양기독교청년회관에서 창립 총회를 가지고 공식 창단을 선언했다.
창단 당시 조직은 다음과 같다.
총재(단장) : 최정묵(변호사)

고문 : 김건영, 이필상, 이석찬, 최능진, 정동규, 최응천, 송석찬, 차재일

전무 : 최일(평양부청 공무원)

상담역 : 장수부, 김성황, 손치민, 이덕인, 안기섭, 양동지, 김광신, 전기수, 오신겸, 조수증

간사 : 박의현, 한용호, 장병오

회계 : 한영택

서기 : 이정식

주장 : 이정식
선수 : 김성간, 김영찬, 박윤기, 한영택(이상 개인사업), 안수한(미곡상), 장병오(운송업),

김신복, 박의현(이상 숭실전), 

송기수, 이정식, 정용수(이상 연희전문), 

박인식, 이치순(이상 보성전문) 

김영근(숭실중), 윤창선(강북중), 박영철(일본체육전문)
당시 선수들은 무오축구단 및 당시 평양 일대의 학교인 숭실전문, 대성학교 출신들로 이루어져 있었으며, 선수들이 서기, 회계 등의 업무도 맡도록 하였다. 이와 함께 평양의 유지 및 재력가들을 고문, 상담역으로 끌어들여 재정을 든든히 하였다. 유니폼은 청색에 ‘평’자가 새겨진 옷, 또는 영문 'P'자가 새겨진 옷 이었으며, 훈련은 주로 숭실전문이나 광성중 운동장에서 하였다. 평양에서 매우 인기가 많아 훈련 중에도 구경꾼이 들끓었던 것은 물론, 지역 유지들이 선수들의 저녁을 사려해도 한 달 전에나 예약해야 가능했다고 한다.

### 전성기
평양축구단이 창단 후 처음으로 추진했던 사업은 1931년 이후 2년간 중단되었던 경평전을 다시 추진하는 것이었다. 그 해 4월, 평양축구단은 창단 직전이었던 경성축구단(당시 팀명 전경성)을 초청하여 경기를 갖는다. 이후 1935년까지 진행된 경평전에서 평양축구단은 경성축구단과 함께 강력한 라이벌 구도를 형성한다. 경평전 이외에도, 1934년 가을 전조선축구대회(현 FA컵의 전신) 우승을 비롯하여 각종 대회에서 강팀으로 군림한다. 1935년부터 1937년 3년간은 매해 중국 천진으로 원정을 떠나기도 했는데, 이 때 각각 1승2패, 2승1패, 3승1패의 성적을 거둔다. 하지만 1930년대 후반에는 젊은 선수들을 신생팀들에게 빼앗기고 노쇠한 모습을 보여주며 큰 패배를 당하기도 한다. 1940년 이후 경성의 김용식을 영입하는 등 팀을 쇄신하기 위해 노력하지만, 곧이어 일제 말기 구기종목금지령의 공포로 활동이 중단된다. 해방 이후 평양에는 압록강체육단, 평양시체육단, 자동차체육단 등 현재 조선민주주의인민공화국 1부 리그에서 활약하는 명문팀들이 설립된다.

## 특징
평양축구단의 간부 및 선수들은 출신이나 활동 지역도 주로 평양 지역이었고, 꾸준히 단일화된 멤버로 출전하여 끈끈한 조직력을 과시했다. 이는 선수들의 출신 지역도 다양했고, 출신 학교에 따라 계열이 형성되기도 했으며, 같은 서울 내에서도 조선축구단과 경성축구단이라는 지역 내 라이벌구도를 형성했던 경성 쪽과는 다른 모습이었다. 하지만 이러한 평양의 스타일은 자신들에게 독이 되기도 하였는데, 1930년대 후반에 보여주었던 노쇠한 모습이 바로 그것이다.
한편 평양과 경성 사이 이러한 라이벌 의식은 선수의 소속에 대한 감정싸움으로 번지기까지 하였다. 1935년 경평대항축구전에서는 전년도까지 평양 소속이던 천재 스트라이커 김영근에 대해, 서로가 자기 소속이라고 하여, 결국에는 출전을 못하게 된 사례도 있었다. 하지만 두 팀 사이에서 소속을 바꾸어가며 활동했던 선수도 있었는데, 평양 출신 김원겸은 29년 경성에서, 33년 조선축구단으로, 다시 35년에는 평양으로 소속을 바꾸었으며, 김용식의 경우 경성에서 활동을 시작하였지만, 40년 평양으로, 다시 해방 후 경성으로 활동무대를 옮겼다.

## 의미
평양축구단은 경성축구단과 함께 경평대항축구전 등을 통해 전국적인 축구붐을 이끌었으며, 해방 이후 각기 남북 국가대표팀의 모태가 되었다. 가난한 신생 독립국에 불과하던 대한민국과 조선민주주의인민공화국이 각각 1954년 스위스월드컵 본선 및 1966년 잉글랜드월드컵 8강 진출할 수 있었던 것은, 이러한 역사가 있었기에 가능했던 것이다.

## 주요 선수
- 김근찬

## 역대 주요 성적
- 전조선축구대회
  - 우승 ● (1) : 1934
- 전조선축구대회 (관서체육회)
  - 우승 ● (1) : 1942

## 같이 보기
- 경성 축구단
- 경평대항축구전
- 3도시대항축구전
- 전조선도시대항축구대회

## 참고 자료
- 윤경헌, 최창신『축구 = 1 : 國技축구 그 찬란한 아침 』국민체육진흥공단, 1997, p. 41-53, p. 84.
- 大韓蹴球協會 편 『韓國蹴球百年史』라사라, 1986, p. 233.